# Awe体験
Awe体験（オウたいけん、英語: Awe）とは、大自然や大宇宙の悠久さや広大さを前に、自分の存在や小ささを感じる体験のこと。Awe体験をしているとき、脳が活性化していることが様々な研究からわかってきている。脳科学者の岩崎一郎が島皮質を鍛える具体的な方法「脳磨き」の一環として提唱した。

## Awe体験についての研究

### Awe体験のポジティブな面とネガティブな面
シオタ博士らの研究では，参加者に畏敬の念を感じたときのことを書いてもらったところ，自然や芸術・音楽がそのきっかけとしてよく挙げられた。畏怖の定義にはポジティブなものとネガティブなものがあるが、参加者はポジティブな畏怖のみを記述しており、ポジティブな畏怖と畏怖＋恐怖（ホラー）は異なる感情である可能性がある。
中国・華南師範大学のグアン博士らは脳の島皮質が厚い人の方がポジティブなAwe体験をしやすいという研究結果を出している。

### Awe体験と感情的
カナダ・トロント大学のステラー博士らの研究では、Awe体験をすると自分の自我（エゴ）を少なくし、謙虚な気持ちを起こすことがわかっている。
また、米国・ジョン・テンプルトン財団の研究でもAwe体験が謙虚さをもたらすことがわかっている。また、Awe体験をしている人は、見破る力、騙されない思考力を持つようになることもわかっている。

### Awe体験と社会性行動
Awe体験を頻繁にしている人は未来の時間の感覚をもてるようになり、社会性ある行動がとれるようになるという結果が、中国・広州大学のリー博士らの研究で明らかにされている。さらに、未来の時間の感覚を持てる人は「長期的な目的や目標」にたえず焦点を合わせることができ、短期的な興味や誘惑に惑わされなくなる。そして、全体のバランスを考え、高い次元から新しい形を模索し、知恵を絞ろうとする。

### Awe体験がもたらす心身的な効果
カナダ・トロント大学ステラー博士らの研究ではAwe体験を頻繁にしている人は液性免疫を制御するサイトカインの一種であるインターロイキン６の濃度が低く保たれているという結果が出ている。

### 大自然以外のAwe体験
オランダ・アムステルダム大学のフォンエルク博士らは、大自然の広大さ・美しさが感じられる動画を見ることでも、軽微なAwe体験ができると言っている。